# Scoparia ochrealis
Scoparia ochrealis là một loài bướm đêm trong họ Crambidae.